# Plateforme temporaire de dépôt de véhicules (métro d'Uijeongbu)
Plateforme temporaire de dépôt de véhicules (en coréen 의정부 경전철 차량기지 임시승강장) est une station terminus est de l'unique ligne du métro d'Uijeongbu (dite aussi ligne U). Elle est située 27 Gosan-ro à Uijeongbu importante ville de la banlieue nord-ouest de la capitale Séoul en Corée du Sud.

## Situation sur le réseau

Plan du réseau (2023).

La station en surface Plateforme temporaire de dépôt de véhicules, est un nouveau terminus est, situé sur l'unique ligne (ligne U) du métro d'Uijeongbu de type VAL, avant la station Tapseok, en direction du terminus ouest Balgok.

## Histoire
La station Plateforme temporaire de dépôt de véhicules est mise en service le 30 octobre 2021, lors de l'ouverture à l'exploitation du prolongement de 0,8 km de l'unique ligne, dite ligne U, du métro d'Uijeongbu du type Véhicule automatique léger (VAL).